# Benjamin Verraes
Benjamin Verraes (Menen, 21 februari 1987) is een Belgische wielrenner. Hij kwam onder andere uit voor Josan-To Win Cycling Team en richtte in 2020 een eigen ploeg op

## Belangrijkste overwinningen
2011
Gooikse Pijl
2014
 Belgisch kampioen tijdrijden, Elite zonder contract
Trofee Maarten Wynants
2018
 Omloop van het Waasland
 Belgisch kampioen tijdrijden, Elite zonder contract
Heusdenkoers

## Resultaten in voornaamste wedstrijden
| Jaar | Ronde van Italië | Ronde van Frankrijk | Ronde van Spanje |
| ---- | ---------------- | ------------------- | ---------------- |
| 2012 |                  |                     |                  |
| 2013 |                  |                     |                  |

| Jaar | Ronde van Vlaanderen |
| ---- | -------------------- |
| 2010 |                      |
| 2011 |                      |
| 2012 |                      |
| 2013 | 87e                  |